# Erich Hamann
Erich Hamann (* 27. November 1944 in Pasewalk)  ist ein ehemaliger deutscher Fußballspieler. In der höchsten Spielklasse des DDR-Fußballs, der Oberliga, spielte er für den SC Neubrandenburg und den FC Vorwärts Frankfurt/Oder.

## Sportliche Laufbahn

### Gemeinschafts- und Clubstationen
Hamann begann 1958 bei der BSG Lokomotive Pasewalk unter Übungsleiter Gerhard Weiß organisiert Fußball zu spielen und kam 1961 zum SC Neubrandenburg, für den er 1964/65 erstmals in der DDR-Oberliga spielte. Im Februar 1966 wechselte er zur BSG Stahl Eisenhüttenstadt. Noch im selben Jahr trat der gelernte Werkzeugmacher in die Nationale Volksarmee ein und spielte von November bis April 1967 bei der ASG Vorwärts Storkow. Im Anschluss wurde er zum FC Vorwärts Berlin, dem zentralen Fußballclub der Armeesportvereinigung Vorwärts, delegiert, dem er auch nach dem Umzug nach Frankfurt/Oder bis Ende 1975 in der Oberliga die Treue hielt. 1969 errang Hamann mit dem FC Vorwärts den DDR-Meistertitel und 1970 den FDGB-Pokal-Sieg.
Zum Jahreswechsel 1975/76, im Sommer zuvor als Hauptmann der NVA geführt, beendete er seine Karriere beim FC Vorwärts Frankfurt/Oder nach fast 175 Oberligapartien für die Rot-Gelben. Hamann spielte anschließend bei der BSG Traktor Groß Lindow, mit der er 1976/77 Bezirksmeister von Frankfurt (Oder) wurde und in die DDR-Liga aufstieg. Die Möglichkeit, noch einmal in der ostdeutschen Zweitklassigkeit anzutreten, nahm der ehemalige Nationalspieler nicht wahr und beendete im Sommer 1977 seine Spielerlaufbahn.

### Auswahleinsätze
In seiner Länderspielkarriere mit insgesamt drei Einsätzen für die DDR-A-Nationalmannschaft schrieb Hamann ein Stück deutsch-deutscher Sportgeschichte: Von ihm kam der entscheidende Pass auf Jürgen Sparwasser, der, so freigespielt, das berühmte 1:0 für die DDR gegen die bundesdeutsche Mannschaft bei der Fußball-WM 1974 erzielte. Sparwasser sagte später einmal: „50 Prozent des Tores gehören Erich Hamann.“ Nach der WM kam der Frankfurter in der A-Auswahl nicht mehr zum Einsatz.
Zuvor hatte er bereits 1962 dreimal den Dress der DDR-Juniorenauswahl getragen. Zwischen 1964 und 1970 absolvierte Hamann sieben Partien mit der U-23-Vertretung des DFV.

## Trainerlaufbahn
Von 1982 bis 1986 arbeitete Hamann, der bis 1976 sein Studium der Sportwissenschaften mit Diplom abgeschlossen hatte, als Trainer der Reservemannschaft des FC Vorwärts und führte diese aus der Bezirksliga in die DDR-Liga. Danach wirkte er als Assistenztrainer und zeitweise Interimstrainer bei der ersten Mannschaft. Anschließend betreute Hamann verschiedene Unterklassenvereine im Land Brandenburg und die U-21-Nationalmannschaft Vietnams. Im Juli 2009 übernahm Hamann das Männerteam des Angermünder FC, das in der Landesliga Brandenburg spielt.

## Privates
Hamann wurde 1964 Mitglied der SED. Nach einem Kontaktgespräch im Februar 1968 gab er am 23. Januar 1970 eine Schweigeverpflichtung ab und wurde fortan als IMS Paul Hase in den Akten geführt. Nach dem Übergang in den Trainerstab wurde er 1980 umregistriert als GMS und 1986 wieder als IMS.